# Zdenka Schubertová
Zdenka Schubertová (15. března 1929 Lipí – 14. prosince 2009 Zlatá Olešnice) byla organizátorka církevních táborů pro děti a mládež, učitelka náboženství a farářka Církve československé husitské.

## Život
Od dětství byla spjata s prostředím Církve československé husitské v Náchodě. Zde jí bylo dáno setkat se a duchovně růst v blízkosti faráře Jaroslava Hodka. Právě tato nesporná osobnost církve ji přivedla k práci s dětmi, kterým se pak věnovala celý svůj život. Do roku 1949 se jako vyučená dámská krejčová věnovala svému oboru. Následně začala vyučovat náboženství v Hronově. V roce 1954 se rozhodla pro studia na Husově československé bohoslovecké fakultě v Praze. Kněžské svěcení přijala 27. července 1958. Pro její další život bylo určující setkání s farářem Václavem Mikuleckým. Přitahovala ji jeho ryzost života i služby, které byla cizí jakákoliv přetvářka či povrchnost, a tak společně s mladšími spolužačkami Martou Jurkovou, rozenou Přeučilovou a Jiřinou Mojžíšovou, rozenou Štěpánkovou začala Mikuleckému pomáhat s mládeží. Když byla po krátké kazatelské službě ve Vysokém nad Jizerou ustanovena do Zlaté Olešnice (1958), netrvalo dlouho a na neútulnou leč rozsáhlou faru v Olešnici se začali sjíždět přátelé z církve s celými rodinami. Společné setkávání se od konce 60. let proměnilo v pořádání církevních táborů, které vedli faráři Josef Špak, Zdeněk Svoboda a Radoslav Hobza.